# Allocosa nigella
Allocosa nigella är en spindelart som först beskrevs av Lodovico di Caporiacco 1940.  Allocosa nigella ingår i släktet Allocosa och familjen vargspindlar.
Artens utbredningsområde är Etiopien. Inga underarter finns listade i Catalogue of Life.